# خانه بیژن
خانه بیژن در همدان، میدان مرکزی، خیابان شریعتی واقع شده و این اثر در تاریخ ۲۵ اسفند ۱۳۸۰ با شمارهٔ ثبت ۵۰۲۲ به‌عنوان یکی از آثار ملی ایران به ثبت رسیده‌است.